# Christian Alliance Party
Die Christian Alliance Party (dt.: „Partei der Christlichen Allianz“) war eine kurzlebige politische Partei in den Salomonen.

## Geschichte
Die Partei entstand nach den ethnischen Konflikten in Guadalcanal und Malaita Anfang der 2000er Jahre und trat bei den Wahlen 2006 an. Konnte dort jedoch nur 3613 Stimmen (1,9 %) erringen und erhielt daher keinen Sitz im Parlament. Bei späteren Wahlen trat die Partei nicht mehr an.